# 溫曜禎
溫曜禎，中華民國外交官、政府官員，已婚。
畢業於淡江大學西班牙語文學系學士、拉丁美洲研究所碩士。曾任外交部禮賓司科員、駐東方市總領事館副領事／領事、外交部電務處科長／專門委員、駐阿曼王國臺北經濟文化辦事處副參事／參事、駐東方市總領事館總領事、外交部拉丁美洲及加勒比海司總領事回部辦事、中美洲經貿辦事處主任、駐智利臺北經濟文化辦事處公使銜代表、駐宏都拉斯大使、駐巴西臺北經濟文化辦事處大使銜代表等職務。
- 2018年11月攝於智利聖地牙哥。[8]
- 2022年7月1日，宏都拉斯外交部長雷伊納（西班牙语：Eduardo Enrique Reina）（右）頒授中華民國駐宏都拉斯大使溫曜禎勳章。[9]

| 中華民國政府職務 | 中華民國政府職務                            | 中華民國政府職務                     |
| ---------------- | ------------------------------------------- | ------------------------------------ |
| 前任： 張崇哲    | 中華民國駐巴西代表 2022年6月－2023年12月    | 繼任： 廖志賢                        |
| 前任： 邢瀛輝    | 中華民國駐宏都拉斯大使 2020年9月－2022年6月 | 繼任： 張俊菲                        |
| 前任： 陳新東    | 中華民國駐智利代表 2018年7月－2020年9月     | 繼任： 王瑞達（代理） 劉聿綺（正任） |
| 前任： 邢瀛輝    | 中美洲經貿辦事處主任 2017年11月－2018年6月  | 繼任： 莊輝恩                        |
| 前任： 張翰鈞    | 中華民國駐東方市總領事 2015年1月－2017年5月 | 繼任： 陳昆甫                        |